# 8-я гвардейская кавалерийская дивизия
8-я гвардейская кавалерийская Ровенская Краснознамённая ордена Суворова дивизия имени С.И. Морозова — воинское соединение РККА, принимавшее участие в Великой Отечественной войне в составе Воронежского, Западного, Белорусского, 1-го и 2-го Украинских фронтов.

## История
Создана путем переименования 11-й Оренбургской кавалерийской дивизии 1941 года формирования.
Летом 1945 года 8-я гвардейская кавдивизия вошла в состав Прикарпатского военного округа. В 1945-46 гг. на территории ПрикВО шел интенсивный процесс переформирования частей и соединений в механизированные дивизии. На базе 8-й гв. кавдивизии сформирована 10-я гв. Оренбургско-Ровенская мехдивизия (в Ровно, для 13-й А).

## Награды и почетные наименования
- Почетное звание «Гвардейская» — присвоено приказом Народного комиссара обороны СССР от 19 января 1943 года за проявленную отвагу в боях за Отечество с немецкими захватчиками, за стойкость, мужество, дисциплину и организованность, за героизм личного состава;
- Почетное наименование «Ровенская» — присвоено приказом Верховного Главнокомандующего № 022 от 7 февраля 1944 года в ознаменование одержанной победы и отличие в боях за освобождение города Ровно;
- Орден Красного Знамени — награждена Указом Президиума Верховного совета СССР от 14 ноября 1944 года за образцовое выполнение заданий командования в боях с немецкими захватчиками, за овладение городом Дебрецен и проявленные при этом доблесть и мужество;[1]
- Орден Суворова II степени — награждена Указом Президиума Верховного совета СССР от 17 мая 1945 года за образцовое выполнение заданий командования в боях с немецкими захватчиками при овладении городами Нитра, Галанта и проявленные при этом доблесть и мужество.[2]

Награды частей дивизии:
- 29-й гвардейский кавалерийский орденов Кутузова[3] и Богдана Хмельницкого[4] полк
- 31-й гвардейский кавалерийский Краснознаменный[5] ордена Суворова[6] полк
- 33-й гвардейский кавалерийский орденов Богдана Хмельницкого[3](II степени) и Александра Невского[6] полк

## Состав

### Январь 1943 года
256-й кавалерийский полк

#### С 12 марта 1943 года
Новая нумерация частям дивизии присвоена 12 марта 1943 года.
- 29-й гвардейский кавалерийский полк
- 31-й гвардейский кавалерийский полк
- 33-й гвардейский кавалерийский полк
- 136-й отдельный танковый полк (с 2 августа 1943 года)
- 140-й гвардейский артиллерийско-минометный полк
- 16-й отдельный гвардейский дивизион противовоздушной обороны
- 140- й гвардейский артиллерийский парк
- 8-й отдельный гвардейский разведывательный эскадрон
- 12-й отдельный гвардейский сапёрный эскадрон
- 16-й отдельный гвардейский эскадрон связи
- 14-й отдельный медико-санитарный эскадрон
- 13 -й отдельный гвардейский эскадрон химической защиты
- 11-й продовольственный транспорт
- 15-й взвод подвоза горюче-смазочных материалов
- 10 -й дивизионный ветеринарный лазарет
- 11520-я полевая почтовая станция
- 966-я полевая касса Государственного банка СССР

Перечень № 6: Кавалерийские, танковые, воздушно-десантные дивизии и управления артиллерийских, зенитно-артиллерийских, минометных, авиационных и истребительных дивизий, входивших в состав действующей армии в годы Великой Отечественной войны 1941—1945 гг. / А. П. Покровский. — М.: Министерство обороны, 1965. — 77 с.

## Периоды вхождения в состав   Действующей армии
- 19 января 1943 года – 30 апреля 1943 года
- 2 августа 1943 года – 20 октября 1943 года
- 19 декабря 1943 года – 11 мая 1945 года

Перечень № 6: Кавалерийские, танковые, воздушно-десантные дивизии и управления артиллерийских, зенитно-артиллерийских, минометных, авиационных и истребительных дивизий, входивших в состав действующей армии в годы Великой Отечественной войны 1941—1945 гг. / А. П. Покровский. — М.: Министерство обороны, 1965. — 77 с.

## Подчинение
| Дата             | Фронт (округ)                               | Армия                                         | Корпус                               | Примечания            |
| ---------------- | ------------------------------------------- | --------------------------------------------- | ------------------------------------ | --------------------- |
| 19.01.1943 года  | Воронежский фронт                           | -                                             | 6-й гвардейский кавалерийский корпус | —                     |
| 01.02.1943 года  | Воронежский фронт                           | -                                             | 6-й гвардейский кавалерийский корпус | —                     |
| 01.03.1943 года  | Воронежский фронт                           | -                                             | 6-й гвардейский кавалерийский корпус | -                     |
| 01.04.1943 года  | Воронежский фронт                           | -                                             | 6-й гвардейский кавалерийский корпус | -                     |
| 01.05.1943 года  | Воронежский фронт                           | -                                             | 6-й гвардейский кавалерийский корпус | -                     |
| 01.06. 1943 года | Резерв Ставки Верховного Главнокомандования | -                                             | 6-й гвардейский кавалерийский корпус | Степной военный округ |
| 01.07. 1943 года | Резерв Ставки Верховного Главнокомандования | -                                             | 6-й гвардейский кавалерийский корпус |                       |
| 01.08.1943 года  | Резерв Ставки Верховного Главнокомандования | -                                             | 6-й гвардейский кавалерийский корпус | -                     |
| 01.09.1943 года  | Западный фронт                              | -                                             | 6-й гвардейский кавалерийский корпус | -                     |
| 01.10.1943 года  | Западный фронт                              | -                                             | 6-й гвардейский кавалерийский корпус | -                     |
| 01.11.1943 года  | Резерв Ставки Верховного Главнокомандования | -                                             | 6-й гвардейский кавалерийский корпус | -                     |
| 01.12.1943 года  | Резерв Ставки Верховного Главнокомандования | -                                             | 6-й гвардейский кавалерийский корпус | -                     |
| 01.01.1944 года  | Белорусский фронт                           | -                                             | 6-й гвардейский кавалерийский корпус | -                     |
| 01.02.1944 года  | 1-й Украинский фронт                        | -                                             | 6-й гвардейский кавалерийский корпус | -                     |
| 01.03.1944 года  | 1-й Украинский фронт                        | 13-я армия                                    | 6-й гвардейский кавалерийский корпус | -                     |
| 01.04.1944 года  | 1-й Украинский фронт                        | 13-я армия                                    | 6-й гвардейский кавалерийский корпус | -                     |
| 01.05.1944 года  | 1-й Украинский фронт                        | -                                             | 6-й гвардейский кавалерийский корпус | -                     |
| 01.06.1944 года  | 1-й Украинский фронт                        | -                                             | 6-й гвардейский кавалерийский корпус | -                     |
| 01.07.1944 года  | 1-й Украинский фронт                        | -                                             | 6-й гвардейский кавалерийский корпус | -                     |
| 01.08.1944 года  | 1-й Украинский фронт                        | -                                             | -                                    |                       |
| 01.09.1944 года  | 2-й Украинский фронт                        | -                                             | 6-й гвардейский кавалерийский корпус | -                     |
| 01.10.1944 года  | 2-й Украинский фронт                        | -                                             | -                                    |                       |
| 01.11.1944 года  | 2-й Украинский фронт                        | -                                             | 6-й гвардейский кавалерийский корпус | -                     |
| 01.12.1944 года  | 2-й Украинский фронт                        | Конно-механизированная группа                 | 6-й гвардейский кавалерийский корпус | -                     |
| 01.01.1945 года  | 2-й Украинский фронт                        | Конно-механизированная группа                 | 6-й гвардейский кавалерийский корпус | -                     |
| 01.02.1945 года  | 2-й Украинский фронт                        | 1-я гвардейская конно-механизированная группа | 6-й гвардейский кавалерийский корпус | -                     |
| 01.03.1945 года  | 2-й Украинский фронт                        | 1-я гвардейская конно-механизированная группа | 6-й гвардейский кавалерийский корпус | -                     |
| 01.04.1945 года  | 2-й Украинский фронт                        | 1-я гвардейская конно-механизированная группа | 6-й гвардейский кавалерийский корпус | -                     |
| 01.05.1945 года  | 2-й Украинский фронт                        | 1-я гвардейская конно-механизированная группа | 6-й гвардейский кавалерийский корпус | -                     |

## Командиры
- Суржиков, Михаил Иосифович, гвардии генерал-майор (19 января 1943 – 19 августа 1943 года)
- Коркуц, Евгений Леонидович, гвардии полковник (20 августа 1943 — 10 октября 1943, врид)
- Павлов, Дмитрий Николаевич, гвардии генерал-майор (10 октября 1943 – 1 августа 1946 года)[8]

## Отличившиеся воины дивизии
Герои Советского Союза:
- Воронцов, Алексей Парамонович, гвардии старший лейтенант, заместитель командира эскадрона по политической части 33 гвардейского кавалерийского полка. Указ Президиума Верховного Совета СССР от 10 января 1944 года. Звание присвоено посмертно;
- Григорьев, Иван Андреевич, гвардии старший лейтенант, командир сабельного эскадрона 33 гвардейского кавалерийского полка. Указ Президиума Верховного Совета СССР от 21 апреля 1943 года. Звание присвоено посмертно;
- Иванов, Павел Иванович, лейтенант, командир танкового взвода 136 танкового полка. Указ Президиума Верховного Совета СССР от 24 марта 1945 года. Звание присвоено посмертно;
- Кечил-оол, Тулуш Балданович, гвардии капитан, командир Тувинского гвардейского добровольческого эскадрона 31-го гвардейского кавалерийского полка. Указ Президента РСФСР от 5 мая 1990 года. Звание присвоено посмертно;
- Копылов, Павел Иванович, лейтенант, командир танкового взвода 136 танкового полка. Указ Президиума Верховного Совета СССР от 24 марта 1945 года;
- Курочкин, Тимофей Петрович, гвардии старший сержант, помощник командира разведывательного взвода 33 гвардейского кавалерийского полка. Указ Президиума Верховного Совета СССР от 10 января 1944 года. Звание присвоено посмертно;
- Курячий, Константин Николаевич, гвардии капитан, командир батареи 33-го гвардейского кавалерийского полка. Указ Президиума Верховного Совета СССР от 10 января 1944 года. Звание присвоено посмертно;
- Миронов, Павел Андреевич, гвардии младший лейтенант, командир огневого взвода противотанковой батареи 33 гвардейского кавалерийского полка. Указ Президиума Верховного Совета СССР от 15 мая 1946 года. Звание присвоено посмертно;
- Четвертной, Михаил Алексеевич, лейтенант, командир роты танков М-30 136 танкового полка. Указ Президиума Верховного Совета СССР от 23 сентября 1944 года. Звание присвоено посмертно;

 Кавалеры ордена Славы трёх степеней:
- Лебедев, Фома Михайлович, гвардии старший сержант, командир отделения 12-го отдельного гвардейского сапёрного эскадрона. Указ Президиума Верховного Совета СССР от 15 мая 1946 года.